# Пешковское сельское поселение (Ростовская область)
Пешковское сельское поселение — муниципальное образование в Азовском районе Ростовской области.
Административный центр поселения — село Пешково.

## География
Сельское поселение находится на левом берегу реки Кагальник в 8 км от города Азов.

## История
По легенде, хутор Пешково (ныне — село Пешково) был основан в 1776 году однодворцем Пешковым.
В 1858 году в хуторе было уже 150 дворов на трёх улицах, «живут порядочно — на двор по паре лошадей и две пары быков рабочих»: так писал Дмитрий Щербатов, местный священник. В 1860 году в хуторе было уже 182 домохозяина. Здесь также находились маслобойня, сиротский дом, питейный дом и кузница.
Пятиглавый деревянный храм в честь Иоанна Богослова, первый храм в хуторе, был построен на средства прихожан в период с 1859 по 1863 год. Утверждают, что по инициативе Чехранова, священника церкви, в 1884 году через реку Кагальник был построен мост. Помимо этого к концу XIX века здесь работали 13 мельниц.
С 25 ноября 1882 года село Пешково стало самостоятельной административной единицей Ростовского уезда.
Постепенно увеличивавшееся количество жителей вело к сокращению душевого земельного надела. Малоземелье вело к обнищанию многих селян. Популярность среди жителей имела отрубная система хозяйствования на земле, которую ввёл П. А. Столыпин в 1906 году. Из села Пешково в 1912 году на отруба вышло 143 домохозяина (почти треть от всего населения).

## Достопримечательности
- Церковь Иоанна Богослова (Пешково)
- Церковь Спаса Преображения (Займо-Обрыв)

## Административное устройство
В состав Пешковского сельского поселения входят:
- село Пешково,
- хутор Береговой,
- село Головатовка,
- село Займо-Обрыв.

## Население
| 2010  | 2012  | 2013  | 2014  | 2015  | 2016  | 2017  |
| ----- | ----- | ----- | ----- | ----- | ----- | ----- |
| 7359  | ↗7489 | ↗7593 | ↗7721 | ↗7901 | ↗7998 | ↗8032 |
| 2018  | 2019  | 2020  | 2021  |       |       |       |
| ↗8075 | →8075 | ↗8158 | ↗9881 |       |       |       |